# Mariel
Mariel är en ort i Kuba.   Den ligger i provinsen Artemisa, i den västra delen av landet, 40 km väster om huvudstaden Havanna. Mariel ligger 10 meter över havet och antalet invånare är 28 987.
Terrängen runt Mariel är platt. Havet är nära Mariel norrut. Runt Mariel är det ganska tätbefolkat, med 155 invånare per kvadratkilometer. Närmaste större samhälle är Artemisa, 19,4 km söder om Mariel. Omgivningarna runt Mariel är en mosaik av jordbruksmark och naturlig växtlighet.